# Apocalypse (마하비시누 오케스트라의 음반)
| 전문가 평가                          | 전문가 평가 |
| 평가 점수                            | 평가 점수   |
| 출처                                 | 점수        |
| ------------------------------------ | ----------- |
| AllMusic                             | [ 1 ]       |
| Christgau's Record Guide             | C           |
| Sputnikmusic                         | 3.5/5       |
| The Rolling Stone Jazz Record Guide  | [ 4 ]       |
| The Penguin Guide to Jazz Recordings | [ 5 ]       |

《Apocalypse》는 1974년에 발매된 미국의 재즈 퓨전 밴드 마하비시누 오케스트라의 세 번째 스튜디오 음반이다.
마하비시누 오케스트라와 런던 심포니 오케스트라의 두 번째 라인업에 의해 연주된다. 이 음반은 조지 마틴에 의해 제작되었으며, 그는 이 음반을 "그가 만든 음반 중 가장 좋은 음반 중 하나"라고 평가했다.
뒷면 커버에는 스리 친모이의 시와 음반을 만든 사람들의 단체 사진이 담겨 있다.

## 곡 목록
모든 곡들은 이브 맥러플린이 작사/작곡한 〈Smile of the Beyondn〉를 제외하고, 존 맥러플린이 작곡하였다.
| #  | 제목                        | 재생 시간 |
| -- | --------------------------- | --------- |
| 1. | 〈Power of Love〉           | 4:36      |
| 2. | 〈Vision Is a Naked Sword〉 | 14:16     |
| 3. | 〈Smile of the Beyond〉     | 7:56      |

| #  | 제목               | 재생 시간 |
| -- | ------------------ | --------- |
| 1. | 〈Wings of Karma〉 | 6:12      |
| 2. | 〈Hymn to Him〉    | 19:23     |